# Norra Latin
Norra Latin är en skolbyggnad på Norrmalm i Stockholm. Byggnaden användes fram till 1982 av skolorna Norra Latins gymnasium och Högre allmänna läroverket för gossar å Norrmalm. 

## Skolan
Skolan startade 1880 då Klara allmänna läroverk och Stockholms gymnasiums Riddarholmsavdelning slogs samman under namnet Högre latinläroverket å Norrmalm (Norra latinläroverket). Skolan namnändrades 1939 till Högre allmänna läroverket för gossar å Norrmalm
Från 1961 antogs även flickor som elever i skolan. Skolan kommunaliserades 1966 och namnändrades därefter 1967 till Norra Latins gymnasium och den skolan las sedan ner 1982. Studentexamen gavs från 1880 till 1968 och realexamen från 1907 till 1964.

Efter nedläggningen användes skollokalerna under två år som undervisningslokaler för det nybildade Tensta gymnasium. Undervisningen skedde då under det tillfälliga namnet "Tensta gymnasium i Norra Latin" fram till dess att Tensta gymnasiums skollokaler i Tensta hade färdigställts. 
Från höstterminen 2023 bedrivs skolverksamhet återigen i skolan efter att Stockholm International School flyttat in. 

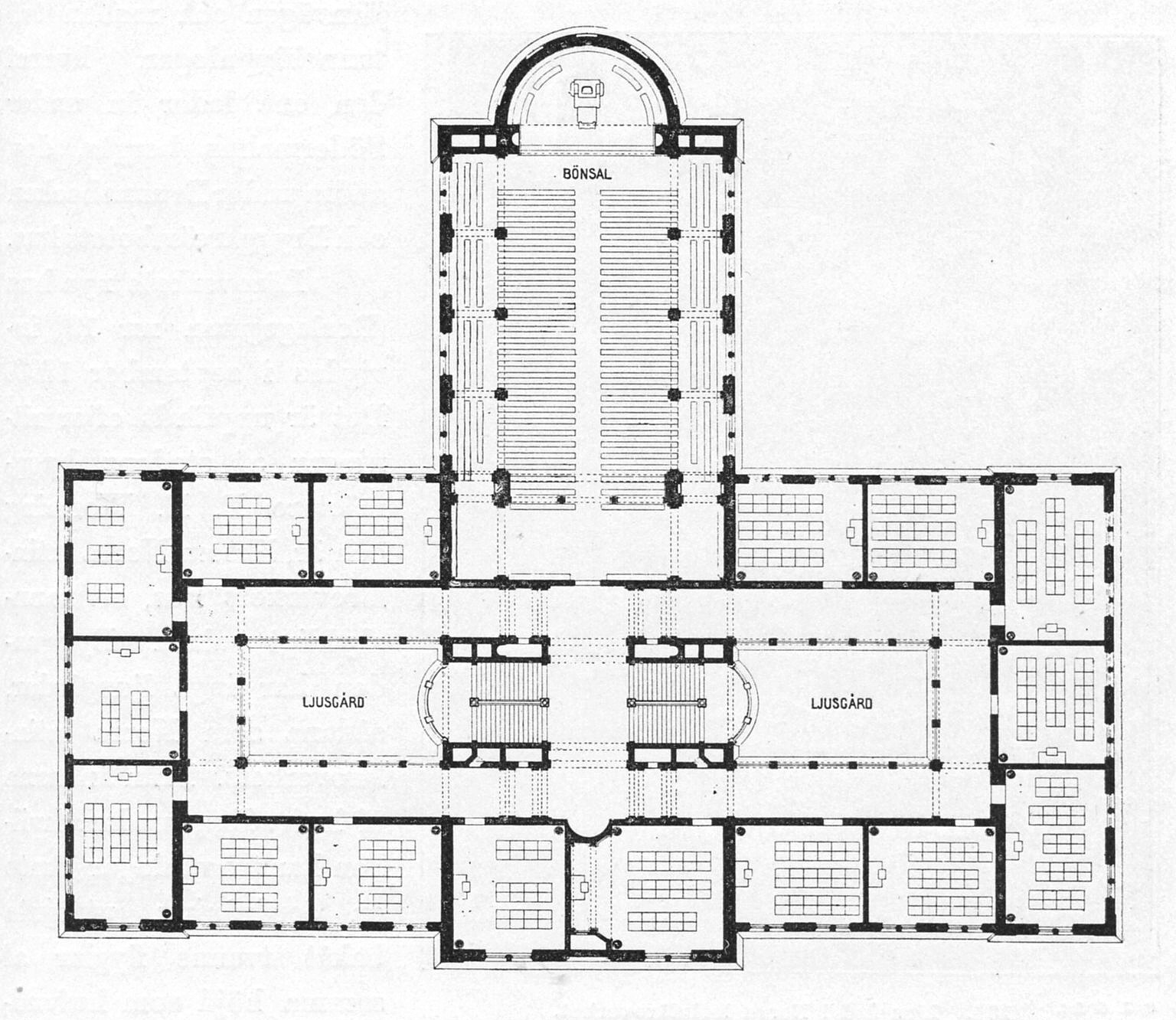
Norra Latin planritning från 1897.

## Byggnaden
Byggnaden ritades i nyrenässansstil av Helgo Zetterwall och invigdes 1880 i närvaro av bland andra kung Oscar II och prins Eugen. Arkitekturen följer 1800-talets akademiska ritningstradition och använder två överglasade ljusgårdar i tre våningar med rundbågade arkadgångar och kringliggande lärosalar som planlösning. Hela kompositionen liknar ett dubblerat florentinskt renässanspalats. I mittaxeln anordnade Zetterwall den stora gymnastiksalen med två våningars höjd och ovanför låg aulan (bönsalen på ritningen). Fasaderna gestaltades kraftfullt accentuerad och i puts med olika ljusbeiga kulörer. Fasaden mot Drottninggatan är byggnadens entrésida.
Stockholm sålde i början av 1980-talet byggnaden till LO, som 1989 gjorde om byggnaden till ett modernt konferenscenter, med namnet CCC (City Conference Centre). Detta låg i Landsorganisationens regi och med 85% av aktierna fördelade på de större LO-förbunden. Övriga 15% fördelades i poster om 500 icke VPC-registrerade aktier. Utdelningen har i allmänhet legat på 15 SEK per år.
I Norra Latin finns numera 30 möteslokaler i olika storlekar. De tidigare klassrummen finns i flera storlekar: 9 st. större, 16 mindre och två exklusiva styrelserum.
Under 2023 genomgick byggnaden en renovering och ombyggnation inför inflytten av Stockholm International School som skedde i augusti samma år.